# Cablu consolă

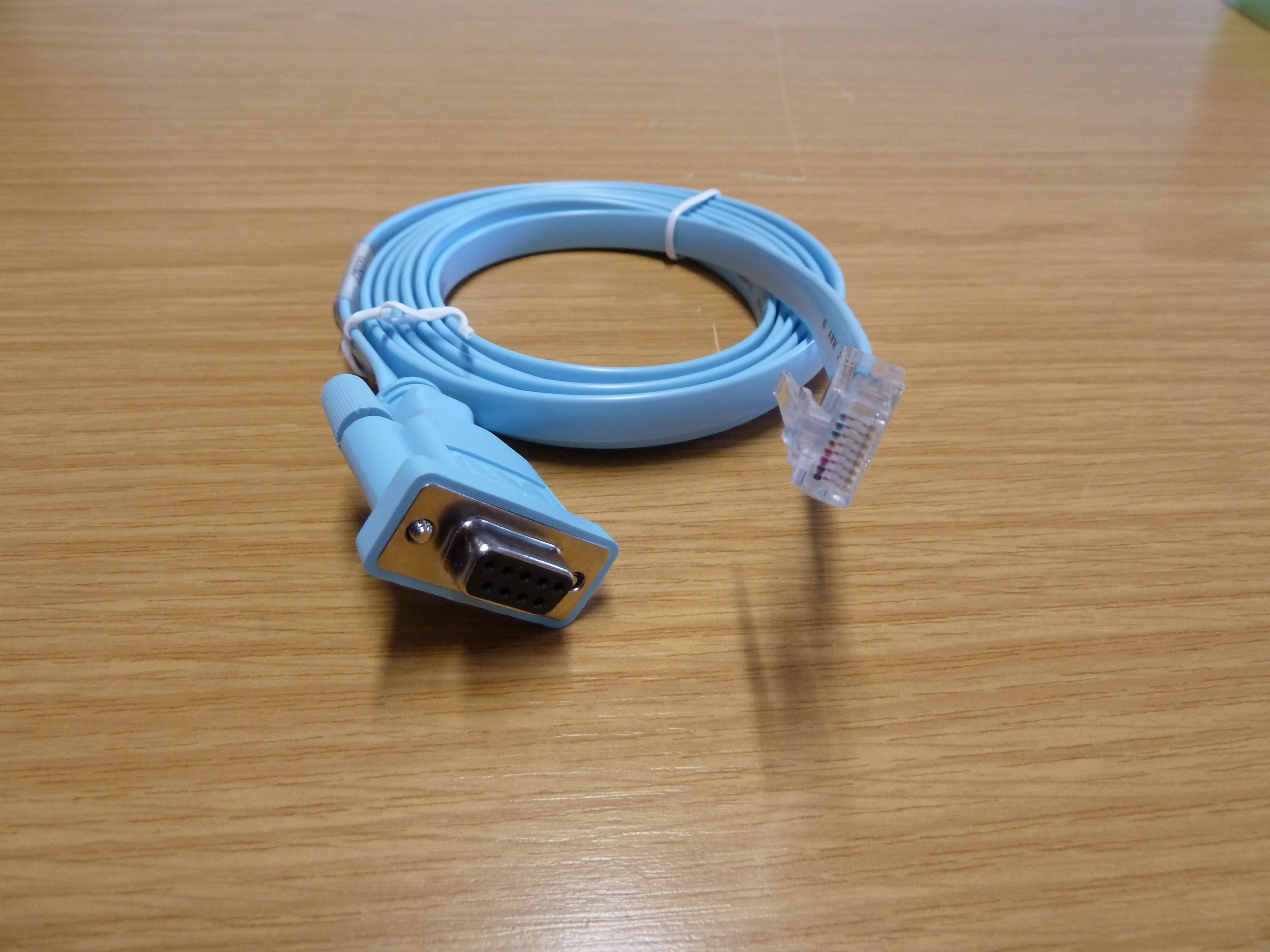
Cablu consolă

Cablu consolă (cunoscut și ca Rollover cable sau Yost cable) este un cablu de rețea utilizat pentru a conecta un computer la portul consolei unui dispozitiv de rețea, cum ar fi un router, un Access Point sau un firewall. Acesta este un format proprietar de la Cisco Systems, Inc. ca o alternativă la conectorul portului serial cu 9 pini. Cablul este de obicei plat și albastru și are conectori RJ-45. Este utilizat în mod obișnuit pentru activități de întreținere pe dispozitive de rețea. 

## Legături externe
- Ghid de cablare pentru console și porturi AUX, Cisco Systems Inc.